# بييرو هينكابي
بييرو مارتن هينكابي رينا (بالإسبانية: Piero Martín Hincapié Reyna) (مواليد 9 يناير 2002) هو لاعب كرة قدم إكوادوري يلعب مع نادي باير 04 ليفركوزن في الدوري الألماني و‌منتخب الإكوادور لكرة القدم في مركز قلب الدفاع.

## روابط خارجية
- بييرو هينكابي على موقع الاتحاد الأوربي (الإنجليزية)
- بييرو هينكابي على موقع قاعدة بيانات كرة القدم.إي يو (الإنجليزية)
- بييرو هينكابي على موقع ليكيب (الفرنسية)
- بييرو هينكابي على موقع ناشيونال فوتبول تيمز (الإنجليزية)
- بييرو هينكابي على موقع Soccerway.com (الإنجليزية)
- بييرو هينكابي على موقع عالم كرة القدم.نت (الإنجليزية)
- بييرو هينكابي على موقع AS.com (الإسبانية)